# Niwari (Uttar Pradesh)
Niwari es  un  pueblo y nagar Panchayat situado en el distrito de Ghaziabad en el estado de Uttar Pradesh (India). Su población es de 9205 habitantes (2011). 

## Demografía
Según el censo de 2011 la población de Niwari era de 9205 habitantes, de los cuales 4901 eran hombres y 4304 eran mujeres. Niwari tiene una tasa media de alfabetización del 74,73%, superior a la media estatal del 67,68%: la alfabetización masculina es del 82,18%, y la alfabetización femenina del 66,35%.